# Mahnmal für die Opfer des Naziregimes

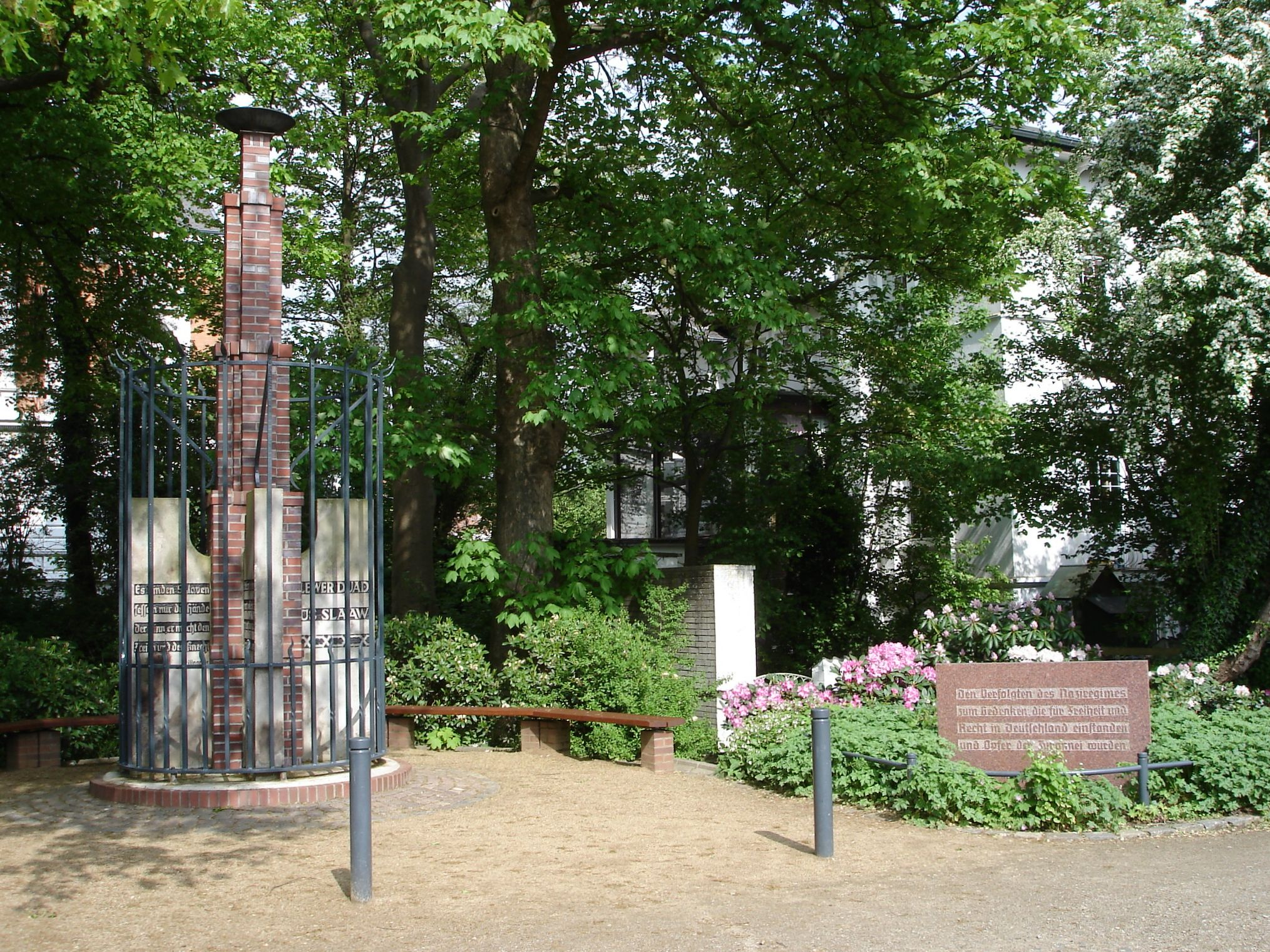
Ehrenmal zum Andenken an Opfer des Nationalsozialismus mit Ergänzungsstein in Itzehoe

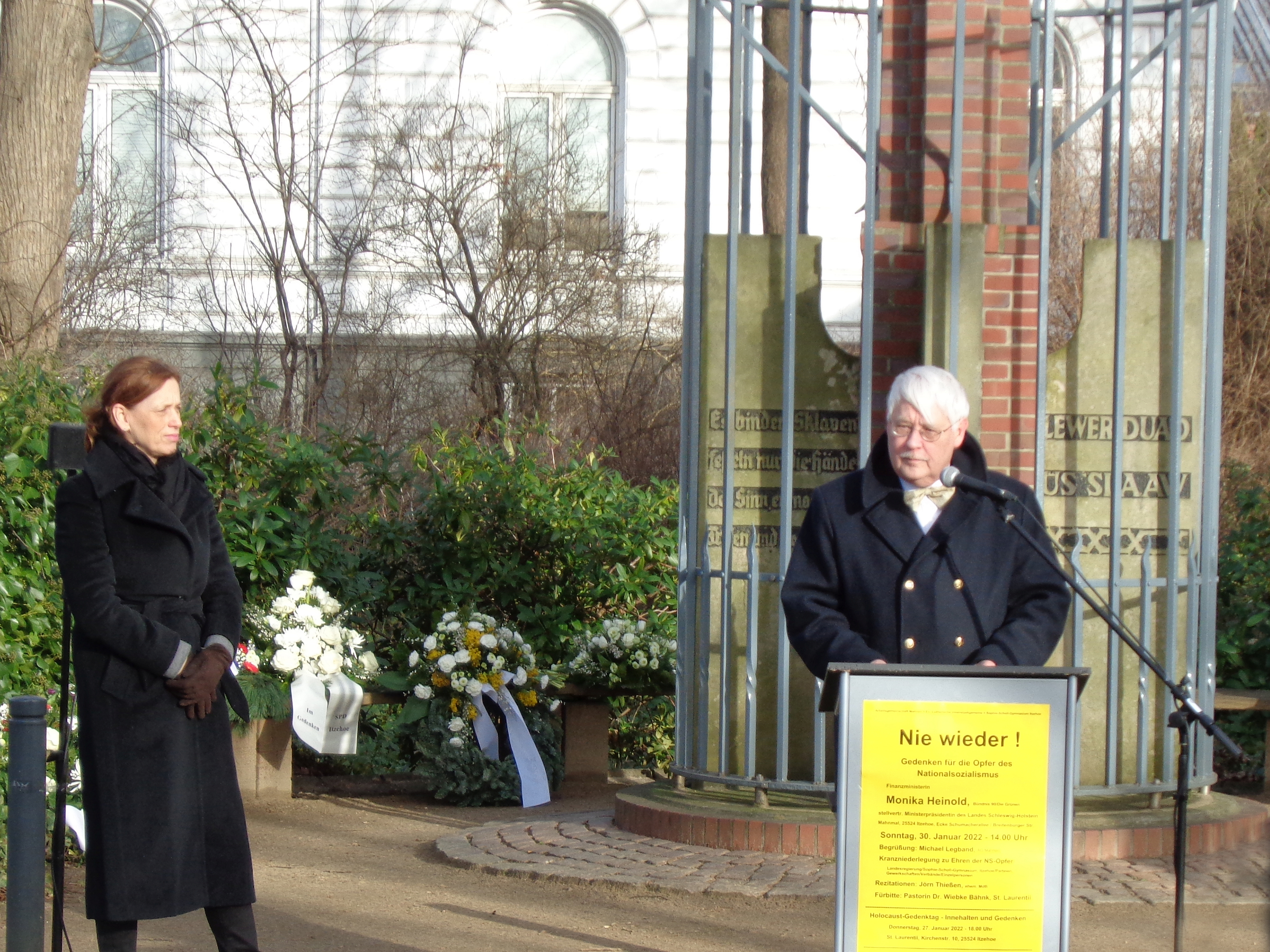
Gedenkveranstaltung mit dem Journalisten Michael Legband und Bildungsministerin Karin Prien am 30. Januar 2022

Das Mahnmal für die Opfer des Naziregimes in Itzehoe ist ein am 8. September 1946 eingeweihtes Denkmal. Initiiert wurde es von dem Holocaust-Überlebenden und späteren Filmproduzenten Gyula Trebitsch. Für die Gestaltung war der renommierte Architekt Fritz Höger verantwortlich.

## Entstehungsgeschichte
Der verfolgte ungarische Jude Gyula Trebitsch wurde nach seiner Befreiung aus dem Konzentrationslager Wöbbelin und einem Klinikaufenthalt in Ludwigslust in das Krankenhaus in Itzehoe verlegt. Hier gründete er die jüdische Gemeinschaft Itzehoe, wurde ihr Vorsitzender und gehörte dem Komitee für politische Gefangene an. Schon früh kam Trebitsch der Gedanke, mit einem Mahnmal in Itzehoe an die Opfer des Nationalsozialismus zu erinnern.
Nachdem Trebitsch in Hamburg das Chilehaus gesehen hatte, bat er dessen unweit von Itzehoe in Bekenreihe wohnenden Architekten Höger um die Gestaltung. Dieser legte einen Entwurf vor, der zusammen mit den anderen Verfolgten in Itzehoe diskutiert und für gut befunden wurde.
Seit Juni 2025 ist das Mahnmal als Kulturdenkmal in Schleswig-Holstein ausgewiesen.

## Gestaltung des Mahnmals
Das Mahnmal besteht aus einer Backsteinstele mit vier radialen Tafeln, die jeweils mit Inschriften versehen sind. Umschlossen ist die Steinsäule von einem schmiedeeisernen Käfig.

Inschriften am ursprünglichen Denkmal:

„DEN OPFERN DES NATIONALSOZIALISMUS“

„LEWER DUAD ÜS SLAAW“

„Wo das Recht ist, da wohnen von selber schon Freie. Und immer, wo Freie sind Waltet das Recht, Ferdinand Freiligrath“

„Der Mensch ist freigeschaffen, ist frei Und wär er in Ketten geboren, Schiller“

„Nur der verdient sich Freiheit und das Leben, Der täglich sie erobern muß, Goethe“

„Und Freie seid ihr nicht geworden Wenn ihr das Recht nicht festgestellt, Ludwig Uhland“

„Es binden Sklaven fesseln nur die Hände der Sinn, er macht den Freien und den Knecht,  Grillparzer“

„Echte Propheten haben manchmal falsche Propheten haben immer fanatische Anhänger, Marie von Ebner-Eschenbach“

Inschrift am Ergänzungsgedenkstein:

„Den Verfolgten des Naziregimes zum Gedenken, die für Freiheit und Recht in Deutschland einstanden und Opfer der Tyrannei wurden.“

## Standort
Die ersten Jahre nach dem Krieg gab es am Mahnmal große Gedenkveranstaltungen. 1947 legte Ministerpräsident Hermann Lüdemann einen Kranz zu Ehren der Opfer nieder. Schon im Verlauf der 1950er Jahre nahm jedoch das öffentliche Interesse ab. 1957 wurde es abgebaut und in einem abseits gelegenen Stadtpark hinter einer Baumgruppe aufgebaut.
Der Standort wurde erst 1989 wieder thematisiert, als Gyula Trebitsch erstmals wieder an „seinem“ Denkmal das Wort ergriff und sich enttäuscht und entsetzt äußerte. Es kam danach zu massiven Ansprachen von Trebitsch, Regierungsmitgliedern, Künstlern und Parlamentariern. Insbesondere der Journalist Michael Legband war hier die treibende Kraft, die sich auch die nächsten 30 Jahre beim Mahnmal engagierte.
Es dauerte noch sechs Jahre, bis Ministerpräsidentin Heide Simonis das Mahnmal 1995 an der ursprünglichen Stelle erneut einweihen konnte. Dazu entstand 1996 der Dokumentarfilm Das Mahnmal – erbaut, verdrängt, wiederentdeckt von Peter K. Hertling. Im selben Jahr erlebte der Initiator Gyula Trebitsch eine Feierstunde anlässlich der 50. Wiederkehr der Einweihung. Unter dem Motto „Vergessen wir nicht die, die heute nicht hier sein können“ erinnerte der KZ-Überlebende an die vielen Opfer des Nazi-Regimes. 2017 wurde das Bauwerk grundsaniert und im Jubiläumsjahr 2021 stellte der Heimatbund Kreis Steinburg eine Hinweistafel mit der Geschichte des Mahnmals auf.